# Opération Višegrad
Seconde Guerre mondiale
Batailles
- Invasion de l'Albanie
- Guerre italo-grecque
- Invasion de la Yougoslavie
- Opération Châtiment
- Bataille de Grèce
- Opération Abstention
- Bataille de Crète
- Campagne de la mer Noire

L’opération Višegrad est une opération anti-partisans en Croatie qui eut lieu du 30 septembre au 4 décembre 1941.

## But de l'opération
Destruction des partisans tchetniks autour de Rogatica et de Višegrad.
| \| Rogatica Višegrad \| |
| Rogatica Višegrad       |

## Forces en présence
Forces de l'Axe
 État indépendant de Croatie
- 13e régiment d'infanterie croate
- Des éléments du régiment de cavalerie de Zagreb
- D'autres unités, non connues.

Résistance
 Tchetniks
- Détachement NOP tchetniks des régions de Romanija et Kalinovik.

## L'opération
Les opérations et combats se sont déroulés pendant plusieurs semaines sans résultats.
aucune des deux parties fait aucun gain substantiel.

## Bilan
Aucune des deux camps ne fait de gain substantiel.